# Подводные лодки типа «Хайен» (1954)
Подводные лодки типа «Хайен» или «Хайен III» (швед. Hajenklass III) — серия шведских дизель-электрических подводных лодок, третий проект, носящий это имя. Всего в 1953—1960 годах было построено шесть подводных лодок типа «Хайен».

## История
Проект создавался на базе немецкого типа XXI после того, как шведские водолазы в 1946 году подняли с глубины 15 метров подводную лодку U-3503 типа XXI, затопленную экипажем 8 мая 1945 года близ Гётеборга. Проект унаследовал имя первой шведской субмарины HMS Hajen.
Подводные лодки типа «Хайен» по своим размерам были почти втрое меньше своего немецкого прототипа, так как лодки строились для службы на Балтике, а не для океанских походов. Все шесть лодок проекта прослужили в составе ВМС Швеции более 20 лет и были списаны 1 июля 1980 года. Им на смену в строй вошли три подводные лодки типа «Наккен».
Развитием проекта «Хайен» стал тип «Дракен».

## Представители
| Название                | Буквенное обозначение | Дата закладки | Спуск на воду   | Ввод в строй |
| ----------------------- | --------------------- | ------------- | --------------- | ------------ |
| Хайен III HMS Hajen III |                       | 1953          | 11 декабря 1954 |              |
| Вален III HMS Valen III |                       |               | 21 апреля 1955  |              |
| Селен II HMS Sälen II   |                       |               | 3 октября 1955  |              |
| Иллерн II HMS Illern II |                       |               | 14 ноября 1957  |              |
| Беверн II HMS Bävern II | Bv                    |               | 3 февраля 1958  |              |
| Уттерн II HMS Uttern II |                       |               | 14 ноября 1958  |              |